# Paranaphoidea egregia
Paranaphoidea egregia är en stekelart som beskrevs av Girault 1913. Paranaphoidea egregia ingår i släktet Paranaphoidea och familjen dvärgsteklar. Inga underarter finns listade i Catalogue of Life.